# Прапор нації
«Прапор нації» (інша назва: «Світова сенсація») — радянський кінофільм 1929 року, знятий Володимиром Шмідтгофом-Лебедєвим на студії «Ленсовкіно».

## Сюжет
США. Між двома реакційними групами ведеться боротьба за владу. Власник нафтових заводів Джонстон підтримує висуванця політичного клубу «Прапор нації» Робертса, який не нехтує в засобах і методах боротьби: за його вказівкою вбивають його основного противника, Сміта. Робертс стає губернатором. Тим часом, Джек Лауренс, журналіст, якому вдалося зібрати повний матеріал, що викриває махінації Робертса, пише статтю в «Робітничу газету». Після виходу сенсаційного матеріалу поліція зчиняє погром в редакції газети і пригнічує страйк робітників нафтових заводів, а Джека Лауренса страчують на електричному стільці за сфабрикованим звинуваченням у вбивстві.

## У ролях
- Борис Азаров —  Джек Лауренс
- Георг Мартін —  губернатор Робертс
- Павло Наумов —  містер Джонстон
- Сергій Мінін —  Гаррі, співробітник газети
- Геннадій Мічурін —  інженер Курт, редактор робітничої газети
- Ніна Шатернікова —  маленька Дженні
- Євген Вільбушевич —  містер Сміт
- Петро Подвальний —  єпископ
- Ігор Черняк —  старший син Джонстона
- Борис Феодосьєв —  секретар банкіра
- Семен Тимошенко — епізод
- Олена Волинцева — жінка, що молиться в церкві
- Юрій Лавров —  Біллі, кореспондент
- Іона Бій-Бродський —  чоловік, що говорить по телефону
- Борис Шліхтінг —  фоторепортер (немає в титрах)

## Знімальна група
- Режисер — Володимир Шмідтгоф-Лебедєв
- Сценаристи — Володимир Шмідтгоф-Лебедєв, Микола Акімов
- Оператор — Володимир Данашевський
- Художники — Євгенія Словцова, Євген Єней